# Districtul Chiang Khong
Chiang Khong (în thailandeză เชียงของ) este un district (Amphoe) din provincia Chiang Rai, Thailanda, cu o populație de 62.410 locuitori și o suprafață de 836,9 km².